# Metallata minorata
Metallata minorata là một loài bướm đêm trong họ Erebidae.